# Seniga
Seniga là một đô thị ở tỉnh Brescia trong vùng Lombardia của Ý. Đô thị Seniga có diện tích 13  km², dân số thời điểm 31 tháng 12 năm 2005 là 1604 người.
Đô thị này giáp với các đô thị sau: Alfianello, Gabbioneta-Binanuova, Milzano, Ostiano, Pralboino, Scandolara Ripa d'Oglio.